# Watering De Dommelvallei
De Dommelvallei is een watering gelegen in het noorden van de Belgische provincie Limburg, in de gemeenten Hechtel-Eksel, Neerpelt, Overpelt en Peer. Ze bestrijkt een oppervlakte van ongeveer 1.830 hectare.
Het ambtsgebied van de watering bevindt zich volledig in het Maasbekken. De Dommel is als zijrivier van de Maas de hoofdwaterloop van de watering. In het ambtsgebied van de watering 'De Dommelvallei' worden drie grote stroomgebieden onderscheiden:
- het stroomgebied van de Dommel: vormt een as van zuid naar noord op het grondgebied van Peer (Siberië, Wauberg, Linde, Peer-Centrum, Kleine Brogel), Neerpelt en de oostkant van Overpelt.
- het stroomgebied van de Bolissenbeek: gelegen aan de westkant van Peer en Wijchmaal en de oostkant van Helchteren en Hechtel.
- het stroomgebied van de Holvense beek: gelegen aan de westkant van Overpelt.

Naast het beheer van de onbevaarbare waterlopen van 2de en 3de categorie, coördineert watering De Dommelvallei ook andere projecten in verband met water. Zo werden er in het verleden al hermeanderingsprojecten uitgevoerd langs de Dommel in Peer, stuwpeilbeheer op perceelsniveau, en ook het project Beekrandenbeheer in het stroomgebied van de Dommel en de Warmbeek wordt door watering De Dommelvallei gecoördineerd. 